# Mladoňovice (district de Třebíč)
Pour les articles homonymes, voir Mladoňovice.
Mladoňovice (en allemand : Bladonowitz) est une commune du district de Třebíč, dans la région de Vysočina, en République tchèque. Sa population s'élevait à 406 habitants en 2020.

## Géographie
Mladoňovice se trouve à 5,5 km à l'est du centre de Jemnice, à 28,5 km au sud-ouest de Třebíč, à 43 km au sud-sud-est de Jihlava et à 149 km au sud-est de Prague.
La commune est limitée par Budkov au nord, par Třebelovice à l'est, par Hornice au sud-est, par Kdousov au sud-ouest, et par Slavíkovice et Lhotice à l'ouest.

## Histoire
La première mention écrite de la localité date de 1319.

## Transports
Par la route, Mladoňovice se trouve à 6 km de Jemnice, à 40 km de Třebíč, à 52 km de Jihlava et à 183 km de Prague.